# Mocne Boskie tajemności

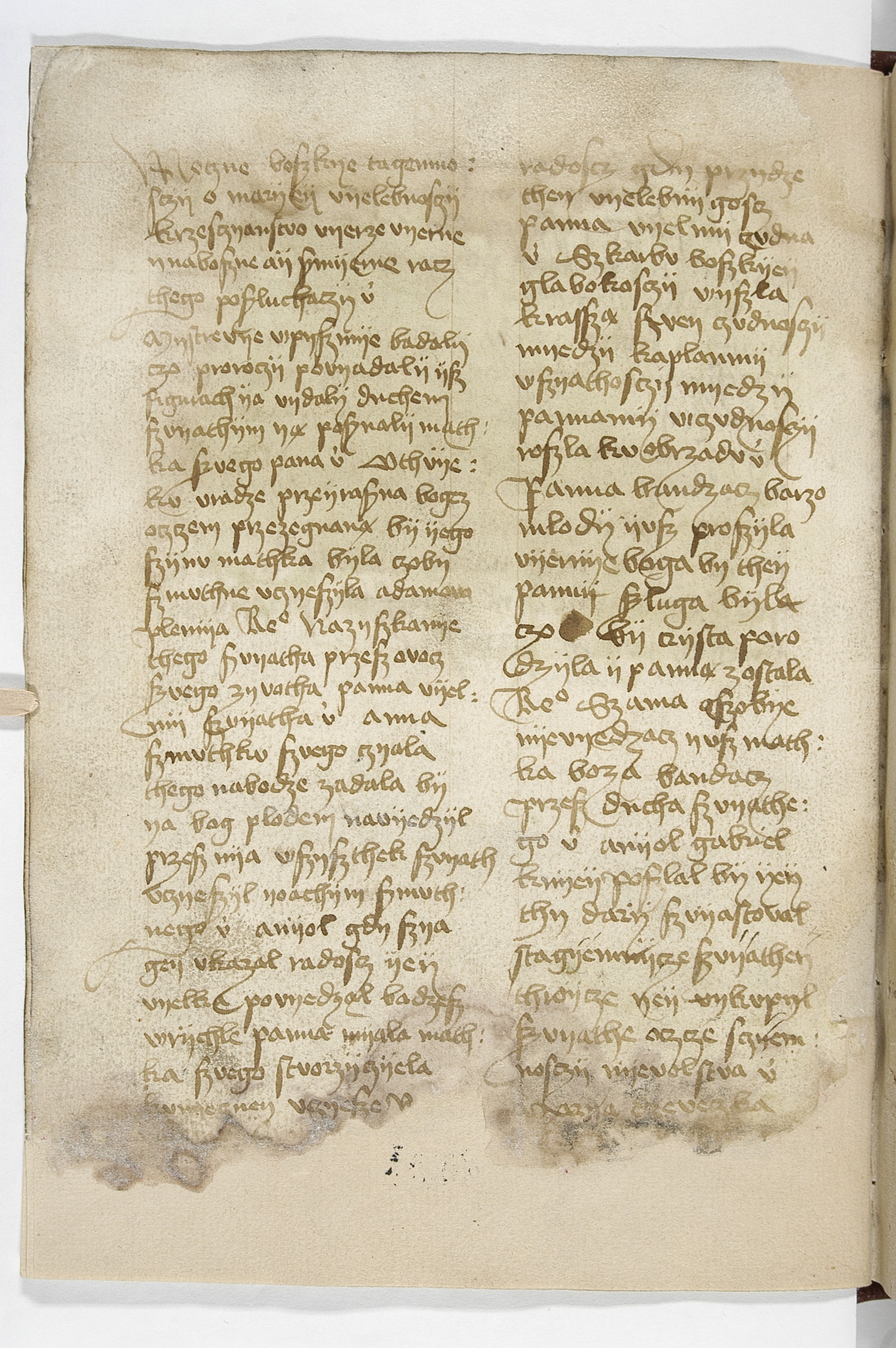
Początek pierwszego zapisu pieśni z około 1453

Mocne Boskie tajemności – polska średniowieczna pieśń maryjna zanotowana w połowie XV wieku.
Tytuł pieśni pochodzi od incipitu: Mocne Boskie tajemności / O Maryjej wielebności.
Utwór znany jest z dwóch zapisów. Pierwsza redakcja pochodzi z ok. 1453, zaś druga z ok. 1470 z zaginionego obecnie zbioru Pieśni Łysogórskich. Redakcje różnią się nieco od siebie. Starsza liczy 30 strof (122 wersy), zaś późniejsza 29 strof (121 wersów). Redakcje różnią się też kolejnością strof, niektórymi motywami oraz cechami stylistyczno-językowymi. W obu wersjach zachowały się ślady układu trójzwrotkowego, gdzie dwie pierwsze strofy pięciowersowe tworzyły tzw. versus, zaś trzecia, trójwersowa, przeznaczona do powtarzania stanowiła tzw. repetitio. Pierwsza część utworu opowiada o życiu Maryi do czasu Zwiastowania. Opiera się na motywach zaczerpniętych z Nowego Testamentu oraz apokryfów. W drugiej części dominują motywy pochwalno-modlitewne. 